# Schlacht von Burton Bridge
Die Schlacht von Burton Bridge war eine militärische Auseinandersetzung während der Despenser-War-Rebellion des Earl of Lancaster gegen den englischen König Eduard II. Im März 1322 verzögerte die Armee der Rebellen bei der Brücke von Burton über den Trent mehrere Tage lang den Vormarsch der königlichen Armee, bis die königlichen Truppen am 10. März die Stellungen der Rebellen umgingen und sie damit zum Rückzug zwangen.

## Vorgeschichte
Nachdem König Eduard II. im Januar 1322 die Rebellion der Marcher Lords niedergeschlagen hatte, waren die verbliebenen Rebellen aus den Welsh Marches nach Nordengland geflüchtet, um sich dem ebenfalls rebellierenden Earl of Lancaster anzuschließen. Der König folgte ihnen mit seinen Truppen. Am 3. März erreichte er Lichfield, wo sich ihm Hugh le Despenser der Ältere und dessen gleichnamiger Sohn Hugh le Despenser mit einer großen Streitmacht anschloss. Als Lancaster vom Anmarsch der königlichen Armee erfuhr, brach er die Belagerung von Tickhill Castle ab. Zusammen mit dem Earl of Hereford zog er nach Burton, wo er am 1. März an der Brücke über den Trent unweit seiner Burg Tutbury Castle eine Verteidigungsstellung bezog.

## Kampf um den Flussübergang
Vor dem 7. März erreichte der König Caldwell südlich von Burton. Die königliche Armee versuchte nun während der nächsten drei Tage, den Fluss über die Brücke von Burton oder durch eine nahe gelegene Furt zu überqueren, doch die Truppen der Rebellen wehrten alle Versuche ab. Sie hatten die Brücke zerstört, dazu ging während der Kämpfe die Stadt in Flammen auf. Schließlich entschloss sich der König, die Rebellen an den Flanken zu umgehen. Er schickte am 10. März den Earl of Surrey mit seinen Truppen los, um den Fluss über eine etwa fünf Kilometer flussabwärts gelegene Brücke zu überqueren. Gleichzeitig sollten der Earl of Richmond und der Earl of Pembroke mit etwa 300 Mann den Fluss durch eine jüngst entdeckte Furt beim flussaufwärts gelegenen Walton überqueren. Anschließend wollte der König mit dem Gros der Armee den Fluss ebenfalls bei Walton überqueren. Robert le Ewer sollte diese Umgehung durch einen weiteren Angriff auf die Brücke von Burton decken. Als Lancaster erkannte, dass die königlichen Truppen den Trent überquert hatten, war er zunächst bereit, sich zur Schlacht zur stellen. Er ließ sein Banner entfalten, womit er sich offen als Rebell gegen den König zu erkennen gab. Dann erkannten er und Hereford aber die zahlenmäßige Überlegenheit der königlichen Armee. Dazu erfuhren sie vom Verrat von Robert de Holand, dem führenden Vasallen von Lancaster, der mit einem etwa 500 Mann starken Aufgebot auf die königliche Seite gewechselt war. Daraufhin verließen Lancaster und seine verbliebenen Anhänger ihre Stellung und flüchteten nach Pontefract.

## Folgen
Die königlichen Truppen folgten den Rebellen nicht sofort, sondern eroberten am gleichen Tag zunächst Tutbury Castle. Bei der Eroberung fiel ihnen der tödlich verwundete Roger Damory in die Hände. Dann verfolgte der König Lancaster und Hereford. Diese verließen daraufhin mit ihren Truppen Pontefract Castle und flüchteten weiter nach Norden. Am 16. März wurden sie von Andrew de Harclay an der Brücke von Boroughbridge in Yorkshire gestellt und in der folgenden Schlacht entscheidend besiegt.